# Brooks Building
Il Brooks Building è un edificio storico situato al 223 di West Jackson Boulevard a Chicago, Illinois. Costruito tra il 1909 e il 1910 su progetto dello studio di architettura Holabird & Roche, rappresenta un esempio significativo dello stile architettonico della Scuola di Chicago. Il Brooks Building è stato ufficialmente designato come Chicago Landmark il 14 gennaio 1997.

## Storia
Il Brooks Building fu commissionato dai fratelli Peter e Shepard Brooks, sviluppatori di Boston noti per il loro contributo all'architettura innovativa di Chicago nel tardo XIX e all'inizio del XX secolo. Fu l'ultimo progetto a Chicago a portare il nome Brooks ed è considerato una delle opere più rappresentative dello stile della Scuola di Chicago.
Lo studio Holabird & Roche, celebre per il ruolo fondamentale nello sviluppo dell'architettura dei grattacieli, progettò l'edificio come un esempio puro del cosiddetto "scheletro d'acciaio". All'epoca della sua costruzione, molti degli spazi interni erano già affittati, confermando l'appetibilità del Brooks Building per le sue caratteristiche funzionali e innovative.

## Architettura
L'edificio è un grattacielo di dodici piani caratterizzato da: 
- Struttura in acciaio: Il Brooks Building esemplifica l'approccio innovativo della Scuola di Chicago, con la struttura portante in acciaio visibile nelle facciate e un design che integra elementi orizzontali e verticali.[2]
- Rivestimento in terracotta: Le facciate sono decorate con dettagli in terracotta di colore arancio-bruno e verde. Particolarmente degni di nota sono i dettagli ornamentali floreali situati nel cornicione superiore.[2]
- Finestre ampie: L'edificio è dotato di grandi finestre tripartite, che permettono un'illuminazione naturale ottimale, un tratto distintivo dell'architettura commerciale della Scuola di Chicago.[2]
- Flessibilità degli spazi interni: Progettato per ospitare sia attività al dettaglio che ingrosso, il Brooks Building offre piani aperti e modulari, con pareti facilmente modificabili per adattarsi alle esigenze degli inquilini.[2]

La facciata principale su Jackson Boulevard è suddivisa in sette campate, mentre quella su Franklin Street ne presenta cinque. Il basamento è rivestito in pietra calcarea, distinguendosi dai piani superiori decorati con terracotta.

## Significato Storico
Il Brooks Building è un esempio intatto dell'estetica e della tecnologia della Scuola di Chicago. L'utilizzo della terracotta colorata, combinata con un approccio funzionale e flessibile, lo rende unico rispetto ad altri edifici coevi. L'edificio rappresenta una delle ultime opere realizzate nello stile classico della Scuola di Chicago prima dell'emergere di nuove tendenze architettoniche nel XX secolo. Attraverso progetti come il Brooks Building, i fratelli Brooks hanno contribuito in modo significativo allo sviluppo architettonico e commerciale di Chicago.

## Riconoscimenti
Il Brooks Building è stato riconosciuto ufficialmente come punto di riferimento storico e architettonico nel 1997. La sua importanza è stata documentata sin dal 1980, quando fu inizialmente raccomandato per il riconoscimento ufficiale. Storici come Carl Condit lo hanno descritto come un esempio di "dramma visivo", in cui la geometria strutturale è enfatizzata da elementi ornamentali sapientemente integrati.